# Nieul-sur-Mer
Nieul-sur-Mer è un comune francese di 5 802 abitanti situato nel dipartimento della Charente Marittima nella regione della Nuova Aquitania.
Qui è ambientato il romanzo Un'ombra su Maigret di Georges Simenon e, dello stesso autore, il romanzo "Il grande male" (1933).

## Società

### Evoluzione demografica
Abitanti censiti